# (686) Gersuind
(686) Gersuind ist ein Asteroid des Hauptgürtels, der am 15. August 1909 von dem deutschen Astronomen August Kopff in Heidelberg entdeckt wurde. 
Der Asteroid wurde nach einer Hauptfigur des 1908 uraufgeführten Dramas Kaiser Karls Geisel von Gerhart Hauptmann benannt.